# زویتان واسیلیف
زویتان واسیلیف (بلغاری: Цветан Василев؛ زادهٔ ۱۲ اوت ۱۹۵۹) اقتصاددان، کارآفرین، بانکدار و مدیر ارشد اجرایی بلغارستانی است، که در حال حاضر به‌عنوان و رئیس هیئت مدیره کورپوریت کامرشال بانک فعالیت می‌کند.
او از دانشگاه اقتصاد ملی و جهانی.